# Tomás Piñol Gasull
Tomás Piñol Gasull (Reus, siglo XIX - siglo XX) fue un importante comerciante y político español.

## Biografía
Tomás Piñol fue un importante comerciante reusence, socio fundador de la Societat del Manicomi de Reus, promotora del Instituto Pere Mata, y propietario de la Casa Piñol, en la plaza del Mercadal de Reus. De ideología monárquica, fue alcalde de la ciudad durante el gobierno de Dámaso Berenguer. Fue nombrado alcalde en febrero de 1930 y cesado en mayo de aquel año, cuando fue sustituido por un tiempo breve por Pau Aymat tras dimitir en la misma toma de posesión el alcalde nombrado por Berenguer, Ramon Salvat Siré. Aymat casi no ejerció la alcaldía por discrepancias políticas y finalmente fue Josep Caixés Gilabert, en noviembre de 1930, el elegido para representar la alcaldía. Caixés mantuvo el cargo hasta la proclamación de la Segunda República, el 14 de abril de 1931.